# Jürgen Degenhardt
Jürgen Degenhardt (21 de octubre de 1930 – 1 de agosto de 2014) fue un letrista, actor, director y escritor alemán.

## Biografía
Su nombre completo era Hans-Jürgen Degenhardt, y nació en Dresde, Alemania. Tenía dos años de edad cuando su familia se mudó a Erfurt, donde cursó estudios de secundaria entre 1941 y 1949 en el Heinrich-Mann-Gymnasium Erfurt, obteniendo en 1949 el título Abitur. Desde 1949 a 1951 asistió a la escuela de teatro del Deutsches Theater de Berlín, y hasta 1952 a la Staatliche Schauspielschule de Berlín. 
Entre 1952 y 1957 fue actor y ayudante de dirección en el Deutsches Theater, y hasta 1962 director del departamento de teatro de Deutscher Fernsehfunk. A partir de 1955 dirigió el popular programa infantil Meister Nadelöhr. Trabajó en 1962/63 en la compañía Deutsche Film AG, siendo después artista independiente. 
Además de intérprete y director, escribió poemas, obras musicales y canciones, colaborando en muchas ocasiones con Gerd Natschinski (1928–2015).
Jürgen Degenhardt falleció en 2014 en Erfurt, Alemania, a causa de un cáncer. Había estado casado con la cantante de ópera y opereta Gisela Galander.

## Premios
- 1967 : Premiado en el Festival Internacional de la Canción de Sopot
- 1970 : Primer Premio del concurso Schlagerwettbewerb de la DDR
- 1976 : Premio especial por la canción Die Rose war rot
- 1977 : Premio en el concurso Chansontage der DDR
- 1978 : Premio en el primer concurso de teatro musical Musiktheater-Wettbewerb
- 1980 : Premio cultural de la ciudad de Erfurt
- 1999 : Premio de la Fundación GEMA, con Helmut Bez

## Filmografía
- 1955 : Hotelboy Ed Martin
- 1957 : Polonia-Express
- 1958 : Geschwader Fledermaus

## Teatro
- 1953 : Roger Vailland: Colonel Foster ist schuldig, dirección de Herwart Grosse/Wolfgang Langhoff (Deutsches Theater de Berlín y Kammerspiele)
- 1953 : Julius Hays: Der Putenhirt, dirección de Fritz Wendel (Deutsches Theater de Berlín – Kammerspiele)
- 1956 : Peter Hacks: Eröffnung des indischen Zeitalters, dirección de Ernst Kahler (Deutsches Theater de Berlín)

## Obras
- 1961 : Servus Peter, con Helmut Bez y Gerd Natschinski
- 1962 : Musik ist mein Glück, con Helmut Bez
- 1962 : Die schwarze Perle, con Helmut Bez
- 1963 : Die Frau des Jahres, con Helmut Bez
- 1964 : Mein Freund Bunbury, con Helmut Bez y Gerd Natschinski
- 1964 : Der Mann, der Dr. Watson war, con Helmut Bez
- 1966 : Sie sind zauberhaft, Madame, con Helmut Bez
- 1966 : Reise ins Ehebett
- 1968 : Heißer Sommer
- 1967 : Kleinstadtgeschichten, música de Günter Reese y Harry Sander, texto con Helmut Bez
- 1969 : Froufrou, con Helmut Bez
- 1970 : Bretter, die die Welt bedeuten, con Helmut Bez
- 1970 : Die Reise um die Erde in 40 Tagen, con Helmut Bez
- 1971 : Die Wette des Mister Fogg, con Helmut Bez
- 1974 : Terzett, con Helmut Bez y Gerd Natschinski
- 1976 : Keep Smiling, con Helmut Bez
- 1976 : Casanova, con Helmut Bez
- 1978 : Liebhabereien, con Helmut Bez
- 1978 : Prinz von Preußen, con Helmut Bez

- 1982 : Ein Fall für Sherlock Holmes
- 1988 : Don Gil de las calzas verdes, con Gerd Natschinski
- 1993 : Martin oder Die Gerechtigkeit Gottes

## Publicación
- 1981 : Helmut Bez, Jürgen Degenhardt y H. P. Hofmann: Musical. Geschichte und Werke, Lied der Zeit, Berlín